# 큥큥
큥큥(キュンキュン 큥큥[*])은 텔레비전 애니메이션에서 등장하는 아이돌이다.

## 같이 보기
- 모에
- 메이드
- 코스프레 레스토랑
- 일본의 성우